# Mesorregión del Este Goiano
La Mesorregión del Este Goiano es una de las cinco  mesorregiones del estado brasileño de Goiás. Es formada por la unión de 32 municipios agrupados en dos  microrregiones. Siendo el municipio más poblado Luziânia, y el más antiguo Pirenópolis fundado en 1727.

## Microrregiones
- Microrregión del Vão do Paranã
- Microrregión del Entorno del Distrito Federal

- Datos: Q1515998